# ۱۲۶۹ (قمری)
۱۲۶۹ (قمری)، هزار و دویست و شصت و نهمین سال در گاهشماری هجری قمری است. اول محرم این سال برابر با پانزدهم اکتبر سال ۱۸۵۲ میلادی است.

## زادگان
مظفرالدین شاه ( پنجمین شاه قاجار ، چهارمین پسر ناصرالدین شاه ) درگذشت : ۱۳۲۴ قمری

## وابسته
- مظفرالدین‌شاه قاجار